# صلصة الكاروسو

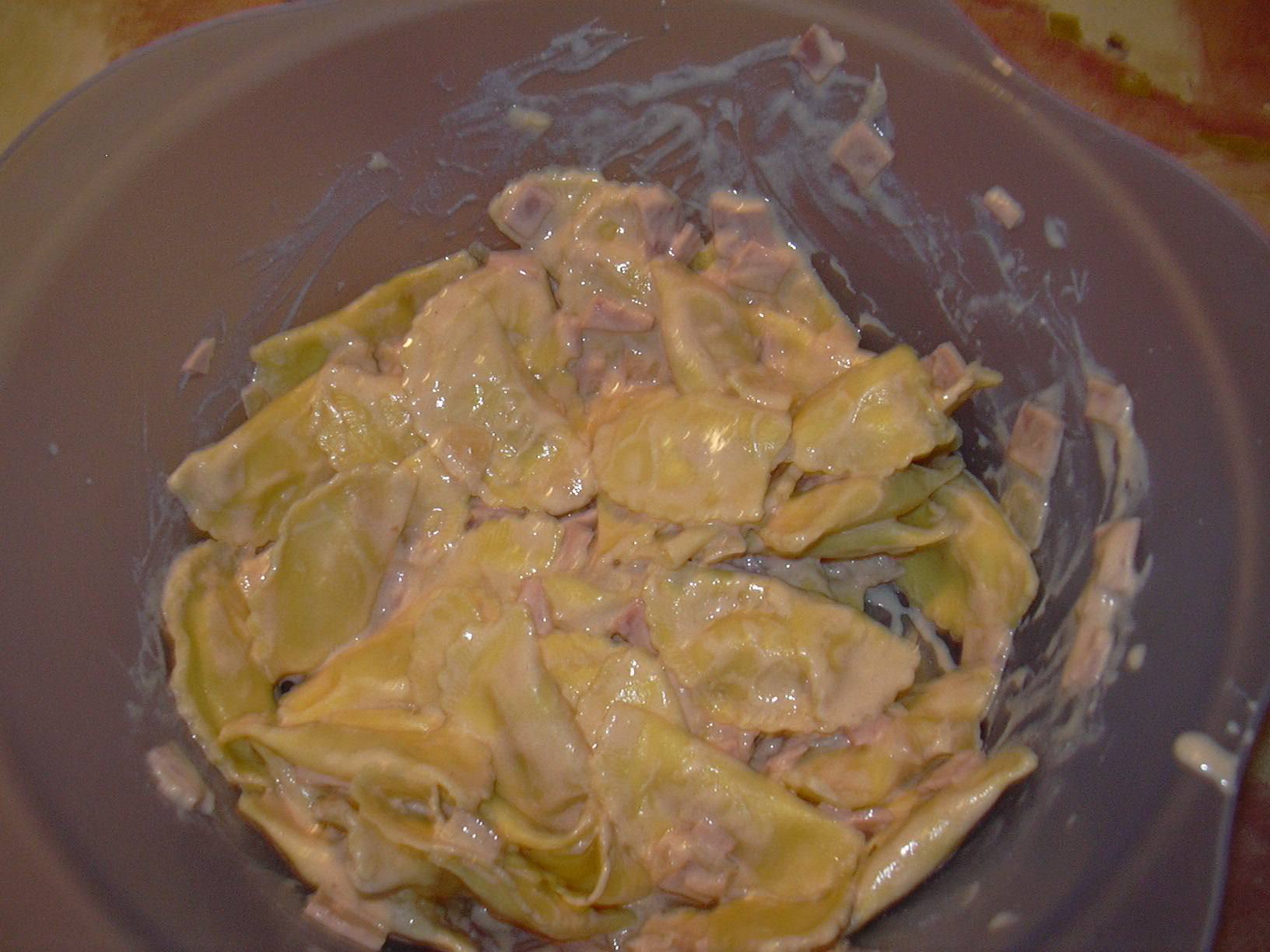
التورتيليني مع صلصة كاروسو

صلصة الكاروسو, عبارة عن صلصة دافئة مصنوعة من القشدة ولحم الخنزير والجبن والمكسرات والفطر. تقدم مع الباستا (عادة اً الكابيليتي).

## التاريخ
أُنشئت صلصة الكاروسو لأول مرة في الخمسينيات في الأوروغواي, أمريكا الجنوبية، بواسطة ريموندو مونتي من مطعم 'ماريو ألبرتو', يقع عند تقاطع شارعي كونستيتوينتي و تاكواريمبو في مونتيفيديو. أراد مونتي خلق وصفة جديدة تتبع التقاليد الحالية في المطبخ الإيطالي.
سُمي الطبق تكريماً للتينور النابولي الشهير إنريكو كاروسو (1873-1921) الذي كان شخصية شعبية في أمريكا الجنوبية خلال جولاته في 1910s.
كان التفكير في البداية بأن تحل صلصة الكاروسو كبديل لصلصة البشاميل, ولكن نكهتها تختلف اختلافاً واضحاً.
الكثير من حلقات الطبخ الدراسية تشير إلى صلصة الكاروسو كـ«أختراع جديد», وأكتسبت الصلصة أعتراف الطهاة الدولي.
في العقود الأخيرة، أصبحت الصلصة ذات شعبية متزايدة في معظم أنحاء أمريكا الجنوبية و أوروبا الغربية.
في الوقت الحاضر، تعتبر الصلصة جزءاً من التراث الثقافي للأوروغواي بِحث من قبل (جمعية المطبخ الأوروغوياني) لتكون مدرجة في قائمة كل مطعم أو منفذ طعام داخل حدود البلاد.
بسبب الخلفية الثقافية المشتركة بين الأوروجواي والأرجنتين، فإنه ليس من الغريب تواجد صلصة الكاروسو على قوائم المطاعم في بوينس آيرس. حتى أنها يمكن أن تكون موجودة في بعض المطاعم البرازيلية.

## وصلات خارجية
- وصفة صلصة كاروسو A Big Slice.com
- الأطباق الأوروغويانية من Mi Montevideo (الإسبانية)